# Awantura w Chioggi
Awantura w Chioggi (wł. Le baruffe chiozzotte) – komedia Carla Goldoniego; przedstawienie prapremierowe sztuki odbyło się w Teatro San Luca w Wenecji w 1762.

## Przegląd treści
Akcja utworu rozgrywa się w portowym miasteczku Chioggia, gdzie na ulicach rozsiadają się kumoszki. Poza pracą kobiety te zajmują się plotkowaniem, intrygowaniem, kpinami i przekomarzaniem. Pod nieobecność mężczyzn, którzy zajmują się rybołówstwem, te niewinne z pozoru rozmowy przeradzają się w kłótnie i spory. Po powrocie z połowu mężczyźni włączają się w nie, co powoduje potężną awanturę pomiędzy zwaśnionymi stronami. Konflikty próbuje załagodzić przybyły z Wenecji koadiutor Isidoro z pomocą woźnego sądowego. Sztuka kończy się szczęśliwie ślubem trzech zakochanych par.

## Realizacje teatralne w Polsce
- 1953 – Teatr Młodego Widza, Kraków, reż. Jerzy Ronard Bujański (obsada: Irena Orska, Kazimierz Orzechowski i inni)
- 1953 – Teatr Powszechny, Łódź, Duża Scena, reż. Jadwiga Chojnacka, Jan Maciejowski (obsada: Olga Bielska, Zygmunt Zintel i in.)
- 1958 – Teatr im. Siemaszkowej, Rzeszów, reż. J.R. Bujański (obsada: Tadeusz Krasnodębski, Halina Winiarska, Jan Tesarz, Zdzisław Kozień, Elżbieta Kilarska, Fabian Kiebicz i in.)
- 1958 – Teatry Dramatyczne (Teatr Polski), Szczecin, reż. Aleksander Fogiel (obsada: Ryszard Kolaszyński, Barbara Jurewicz, Barbara Bieńkowska i in.)
- 1963 – Teatr Powszechny, Łódź, reż. J. Chojnacka (obsada: Jerzy Łapiński, Tadeusz Zapaśnik, Stanisław Jaroszyński i in.)
- 1975 – Teatr Nowy, Poznań, reż. Janusz Nyczak (obsada: Bolesław Idziak, Sława Kwaśniewska, Halina Łabonarska, Tadeusz Drzewiecki, Michał Grudziński, Elżbieta Jarosik, Andrzej Lajborek, Wiesław Komasa, Henryk Abbe, Jacek Różański, Lech Łotocki, Edward Warzecha i in.)
- 1977 – Teatr Telewizji, reż. J. Chojnacka, realizacja TV – Barbara Sałacka (obsada: Joanna Jędryka, Witold Pyrkosz, Józef Nalberczak, Janusz Gajos, Igor Śmiałowski, Andrzej Antkowiak, Zygmunt Hobot, Marlena Miarczyńska i in.)
- 1983 – Teatr Powszechny, Warszawa, reż. Waldemar Śmigasiewicz, Maciej Wojtyszko (obsada: Joanna Wizmur, Danuta Kowalska, Mariusz Benoit, Elżbieta Kępińska, Ewa Dałkowska, Kazimierz Kaczor, Piotr Machalica, Władysław Kowalski, Franciszek Pieczka i in.)
- 1991 – Teatr Polski, Wrocław, reż. M. Wojtyszko, Jerzy Schejbal (obsada: Ewa Kamas, Grażyna Krukówna, Mirosława Lombardo, Teresa Sawicka, Aldona Struzik, Zygmunt Bielawski, Krzysztof Dracz, J. Schejbal)
- 1993 – Teatr Współczesny, Warszawa, oraz Teatr Telewizji reż. Maciej Englert (obsada: Adam Ferency, Maria Mamona, Ewa Gawryluk, Krzysztof Stelmaszyk, Jan Pęczek, Krzysztof Kowalewski, Joanna Jeżewska, Anna Korcz, Agnieszka Suchora, Bronisław Pawlik, Zbigniew Suszyński, Henryk Bista, Witold Wieliński, Marcin Troński)